# Nayland-with-Wissington
Nayland-with-Wissington  is een civil parish in het bestuurlijke gebied Babergh, in het Engelse graafschap Suffolk. In 2001 telde het civil parish 1161 inwoners.